# 45
| 45                 |
| ------------------ |
| Dødsfald - Fødsler |
|                    |

| Gregoriansk kalender | 45 XLV                  |
| Ab urbe condita      | 798                     |
| Armensk kalender     | I/T                     |
| Kinesiske kalender   | 2741 – 2742 甲辰 – 乙巳 |
| Etiopisk kalender    | 37 – 38                 |
| Jødisk kalender      | 3805 – 3806             |
| Hindukalendere       |                         |
| - Vikram Samvat      | 100 – 101               |
| - Shaka Samvat       | N/A                     |
| - Kali Yuga          | 3146 – 3147             |
| Iransk kalender      | 577 BP – 576 BP         |
| Islamisk kalender    | 595 BH – 594 BH         |

Se også 45 (tal)